# 칼라하리 사막
칼라하리 사막(영어: Kalahari Desert)은 아프리카 남부에 있는 사막이며 보츠와나, 남아프리카 공화국, 나미비아에 걸쳐 있다. 면적은 약 70만km2이며 해발고도 820~1,200m의 고원을 이룬다. 이 사막에는 부시먼들이 살고 있으며, 여러 가지 광물들이 매장되어 있다. 사막의 북동부에는 세계적인 다이아몬드 광산이 있다. 칼라하리 사막을 지나는 하천은 여러개 있으나 대부분 증발하며, 칼라하리 사막을 거쳐 바다로 유입되는 하천은 오렌지강 뿐이다.

## 거주인
산족은 칼라하리에서 20,000년 동안 수렵채집인으로 살아왔다. 그들은 활과 독화살을 이용해 야생 동물을 사냥하고, 열매, 멜론, 견과류와 같은 식용 식물과 곤충을 채집한다. 샌족은 사막 바닥 위 또는 아래에서 발견되는 식물 뿌리와 사막 멜론에서 대부분의 물 요구량을 얻는다. 그들은 종종 타조 알의 터진 껍질에 물을 저장한다. 산족은 현지 재료로 지은 오두막에 살고 있다. 뼈대는 나뭇가지로 만들어졌고 지붕은 긴 풀로 엮어져 있다. 그들의 사냥 및 채집 기술은 대부분 선사 시대 부족을 재현한다. 반투어를 사용하는 츠와나어, 크갈라가디(Kgalagadi), 헤레로(Herero)와 소수의 유럽 정착민도 칼라하리 사막에 살고 있다. 빈트후크(Windhoek)시는 칼라하리 분지(Kalahari Basin)에 위치하고 있다.

## 같이 보기
- 사하라 사막